# Денвайлер-Фронбах
Денвайлер-Фронбах (нем. Dennweiler-Frohnbach) — община в Германии, в земле Рейнланд-Пфальц. Она возникла от слияния когда-то независимых коммун Денвайлер и Фронбах.
Входит в состав района Кузель. Подчиняется управлению Кузель. Население составляет 276 человек (на 31 декабря 2010 года). Занимает площадь 6,13 км².

## Герб
Геральдическое описание герба звучит так: «На серебряном фоне находится зелёная ель, пустившая корни на две зеленые полосы с пятью серебряными шарами, тремя на первой полосе и двумя на второй».

## Экономика и инфраструктура
Есть детский сад, а также дом культуры и общинный дом. На юге проходит трасса А62. Есть вокзал.